# Kaldonskär
Kaldonskär eller Storkaldon med Galejan, Gräsgrynnan, Lågberget och Nölestberget är en ö i Finland. Den ligger i Bottenhavet och i kommunen Närpes i den ekonomiska regionen  Sydösterbotten i landskapet Österbotten, i den västra delen av landet. Ön ligger omkring 79 kilometer söder om Vasa och omkring 320 kilometer nordväst om Helsingfors.
Öns area är 35,5 hektar och dess största längd är 1,3 kilometer i sydväst-nordöstlig riktning.